# هربرت شابوت
هربرت شابوت (بالإنجليزية: Herbert Chabot)‏ هو قاضي أمريكي، ولد في 1931.